# Wilbur Fox
Wilbur Owen Fox (Dover, 19 gennaio 1919 – Massillon, 26 gennaio 1991) è stato un cestista statunitense, professionista nella NBL.

## Carriera
Giocò una stagione nella NBL, disputando 11 partite con 1,0 punti di media.